# Antonio María Calero
Antonio María Calero Amor (Pozoblanco, Córdoba, 27 de octubre de 1943-Porcuna, 11 de julio de 1987) fue un historiador e intelectual español. Profesor de Historia Contemporánea de la Universidad Autónoma de Madrid, murió en un accidente en 1987. Autor de Movimientos sociales en Andalucía (1820-1936), sus obras completas vieron la luz en 2006.

## Biografía
Nacido el 27 de octubre de 1943 en la localidad de Pozoblanco (Córdoba), en el seno de una familia de clase media, estudió bachillerato con los Salesianos y se licenció en Historia por la Universidad de Granada, luego de una pequeña crisis en la que estudió Teología con los Jesuitas de la Aduana (Córdoba). Se doctoró en Granada en 1972, con una tesis titulada Historia del movimiento obrero en Granada (1909-1923), bajo la atenta dirección de José Cepeda Adán. Fue profesor del Colegio Universitario de Jaén entre 1972 y 1975, año en que aprueba las oposiciones nacionales y obtiene plaza de profesor adjunto en la Universidad Autónoma de Madrid. Su primer trabajo de enjundia, su tesina llevó por título Estructura profesional de Granada. De Isabel II a la 2ª República (Vid. Obras Completas, I ). Murió el 11 de julio de 1987 en un terrible accidente de tráfico, cuando las aguas crecidas del arroyo Salado, cerca de Porcuna, arrastraron su vehículo. Junto a él murieron su hermana y dos sobrinos.

## Historiografía
Dentro de la historiografía contemporánea, la densa obra de Antonio María Calero Amor sobresale especialmente por su acercamiento a la historia del movimiento obrero andaluz y su novedosa e inacabada incursión en la historia contemporánea de la Corona española. De variedad y amenidad sorprendentes, sus investigaciones sobre las más variadas vetas de la Historia de España son fruto de un trabajo apasionado e intenso que llevó nuestro malogrado historiador en muy breve período de tiempo, apenas tres lustros. Hasta bien entrada la década de 1980, Antonio María Calero seguía preocupado por los movimientos sociales y temas cercanos, a los que se sumaba su interés preferente por el tema andaluz. El cambio de línea de investigación que seguiría no está alejado del cambio personal que le supuso a  nuestro historiador el cambio de residencia a Madrid y el cambio de ciclo político que se inicia con la llegada al poder del partido socialista (PSOE). Su aproximación al Centro de Estudios Constitucionales de Madrid, le llevaría a trabajar con Francisco Tomás y Valiente, más tarde Presidente del  Tribunal Constitucional y víctima de la barbarie de ETA. Su rigor histórico en el tratamiento de los textos legales le permite profundizar en algunas de las claves de los cambios históricos que trata. 

## Publicaciones
- « Historia del movimiento obrero en Granada », prólogo José Cepeda Adán, Editorial Tecnos, Madrid, 1973.
- Movimientos sociales en Andalucía (1820-1936), Siglo XXI, 1976.[2]
- Socialismo agrícola: leyenda popular. Segunda parte de Manolín, de Esteban Beltrán (ed). Madrid : Editora Nacional, D.L. 1979. ISBN 84-276-0483-1.
- Partidos políticos y democracia, Salvat, 1982.
- Constitución y dictaduras: Primo de Rivera y Franco, Fundación Santa María, 1985. ISBN 84-348-1526-5.
- La división provincial de 1833. Bases y antecedentes, Centro de Estudios Constitucionales, 1987.
- Monarquía y Democracia en las Cortes de 1869: Discursos parlamentarios.Centro de Estudios Constitucionales, 1987.
- In memoriam. Estudios dedicados a Antonio María Calero, Pozoblanco, 1998. ISBN 84-920640-7-2.
- Obras Completas, I. Antonio María Calero. Prólogo de Miguel Artola. Pozoblanco, 1997. ISBN 84-920640-5-6.
- Obras Completas, II. Antonio María Calero. Prólogo de Javier María Donézar. Pozoblanco, 2000. ISBN 84-930173-5-3.
- Obras Completas, III. Antonio María Calero. Prólogo de Manuel Pérez Ledesma. Pozoblanco, 2003. ISBN 84-957114-01-9.
- Obras Completas, IV. Antonio María Calero. Prólogo de José Manuel Cuenca Toribio. Pozoblanco, 2006. ISBN 84-95714-09-4.